# ناتاشا كونن
ناتاشا كونن (بالألمانية: Natascha Kohnen) (مواليد 27 أكتوبر 1967)، سياسية ألمانية تنتمي للحزب الديموقراطي الاجتماعي (SPD). وهي أيضاً رئيسة للحزب في ولاية بافاريا، وفي ديسمبر 2017 تم انتخابها كواحدة من نواب رئيس الحزب على مستوى ألمانيا.

## روابط خارجية
- ناتاشا كونن على موقع مونزينجر (الألمانية)